# Riska
Riska románul: Rișca, település Romániában, Erdélyben, Hunyad megyében.

## Fekvése
Körösbányától északra, a Fehér-Körös jobb partján fekvő település.

## Története
Riska egykor Zaránd vármegyéhez tartozott. Nevét 1427-ben említette először oklevél Ryska néven, mint Czebével együtt Körösbánya királyi adományul nyert birtokát. 1439-ben Felső-Richa és Középső-Richa, 1441-ben Felső-Rach és Rachka, 1445 Felsew Rechka ~ Felsew Rach és Rachka, 1750-ben Riska, 1760–1762 között Ritska, 1808-ban és 1913-ban Riska néven írták.
1525-ben Rychka és Rezkulicya a világosi vár tartozékai voltak.
A trianoni békeszerződés előtt Hunyad vármegye Körösbányai járásához tartozott. 1910-ben 479 lakosából 469 román, 9 magyar volt. Ebből 466 görögkeleti ortodox, 8 római katolikus, 5 izraelita volt.

## Galéria

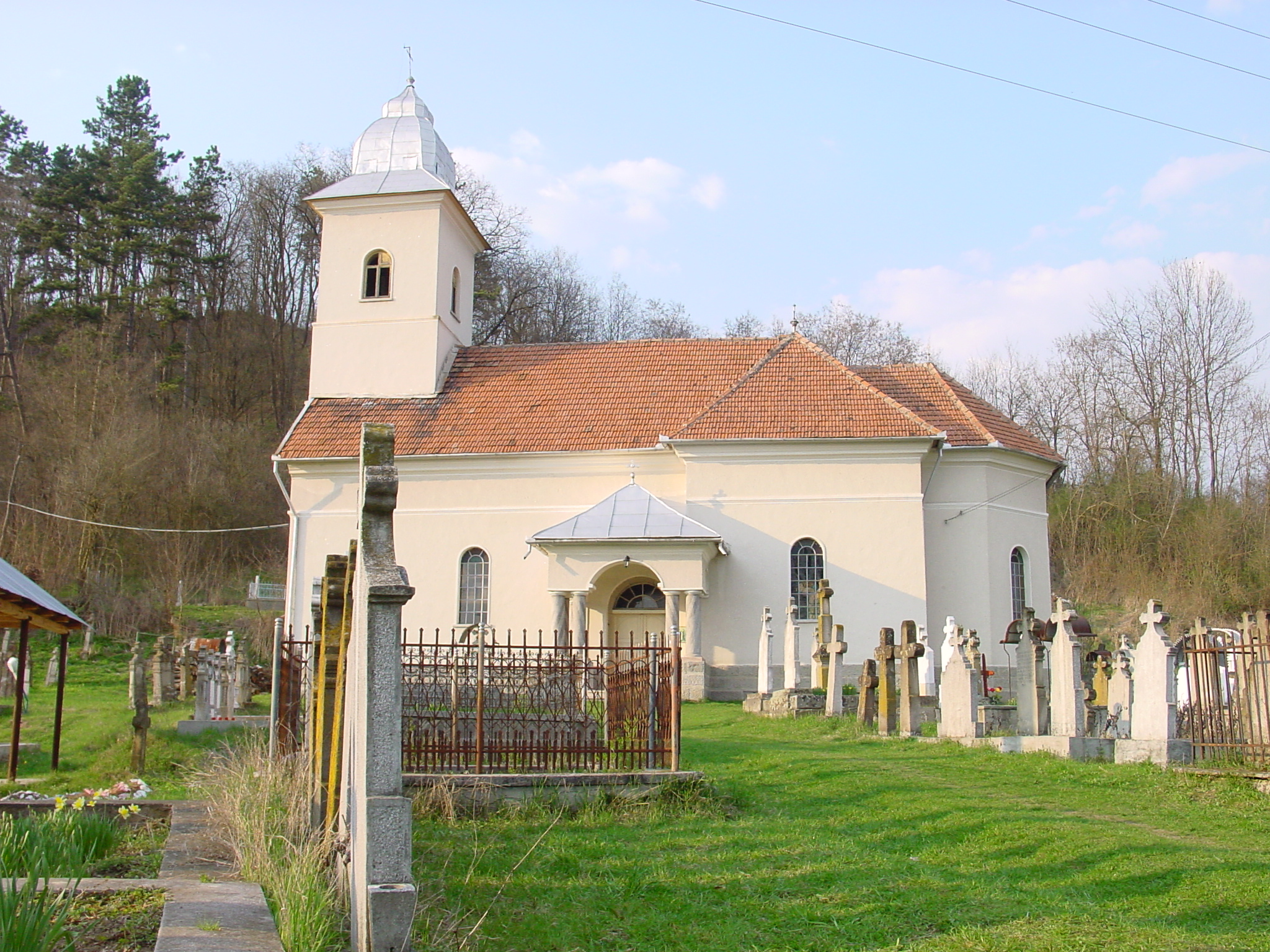
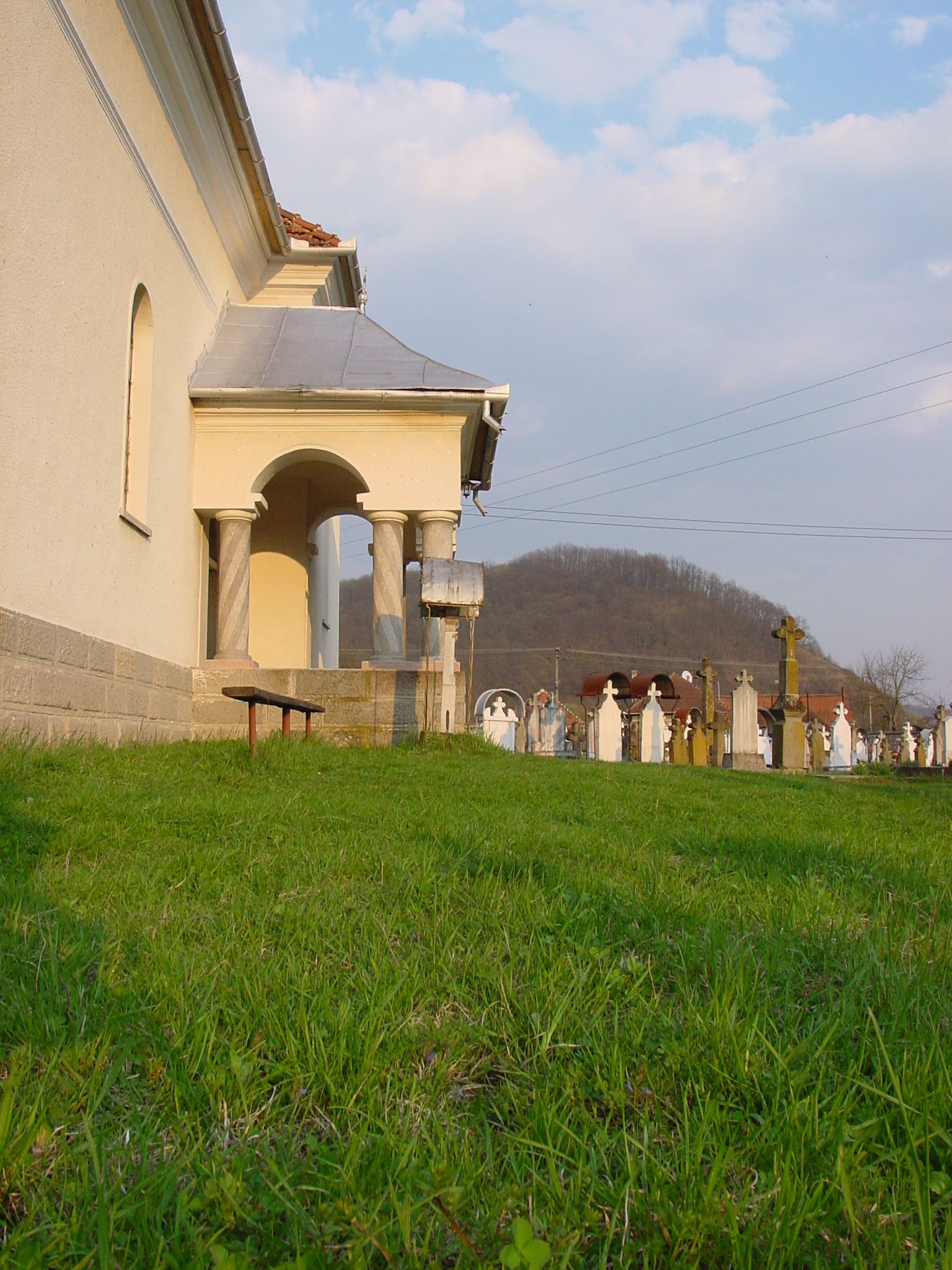
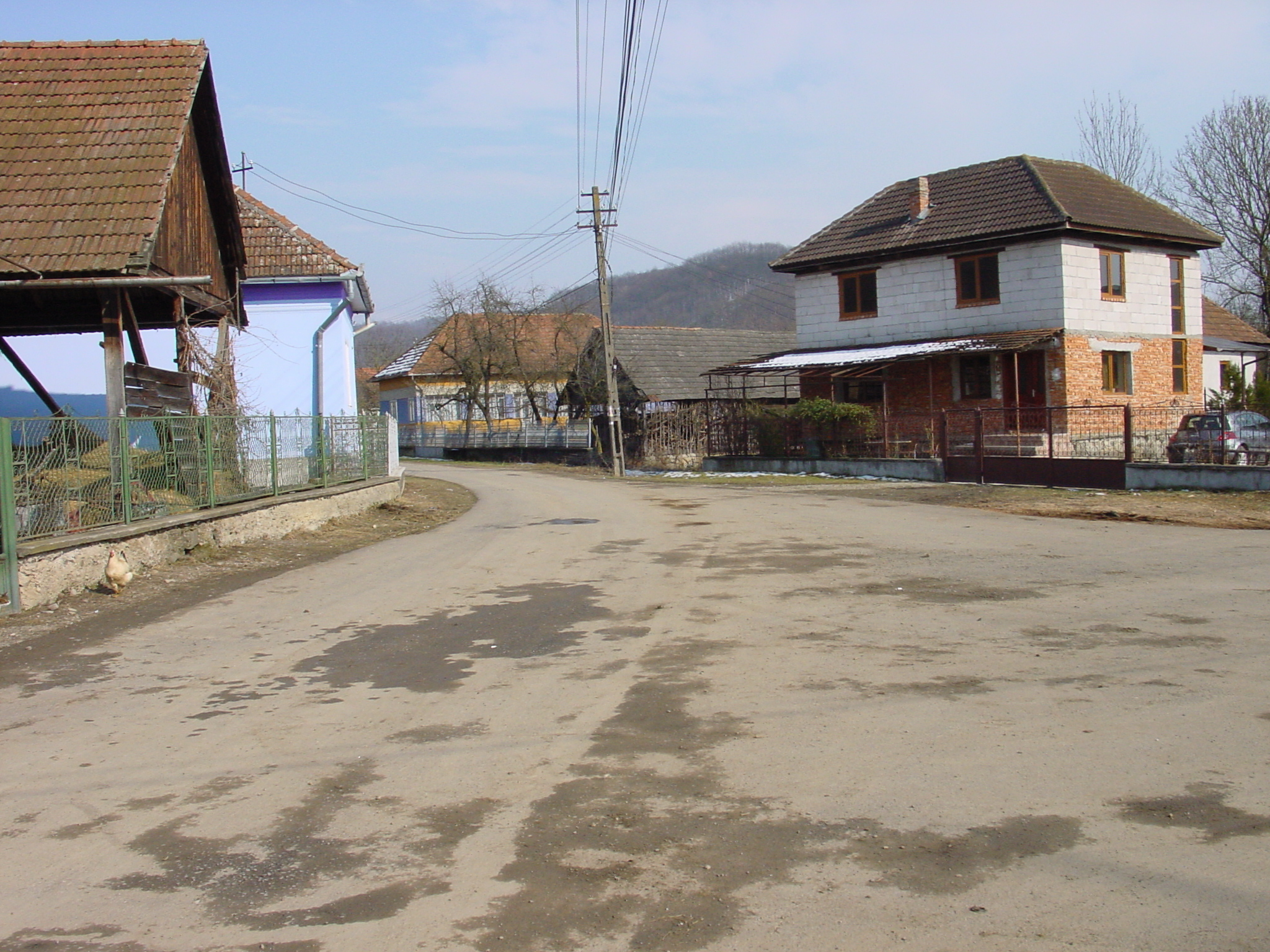
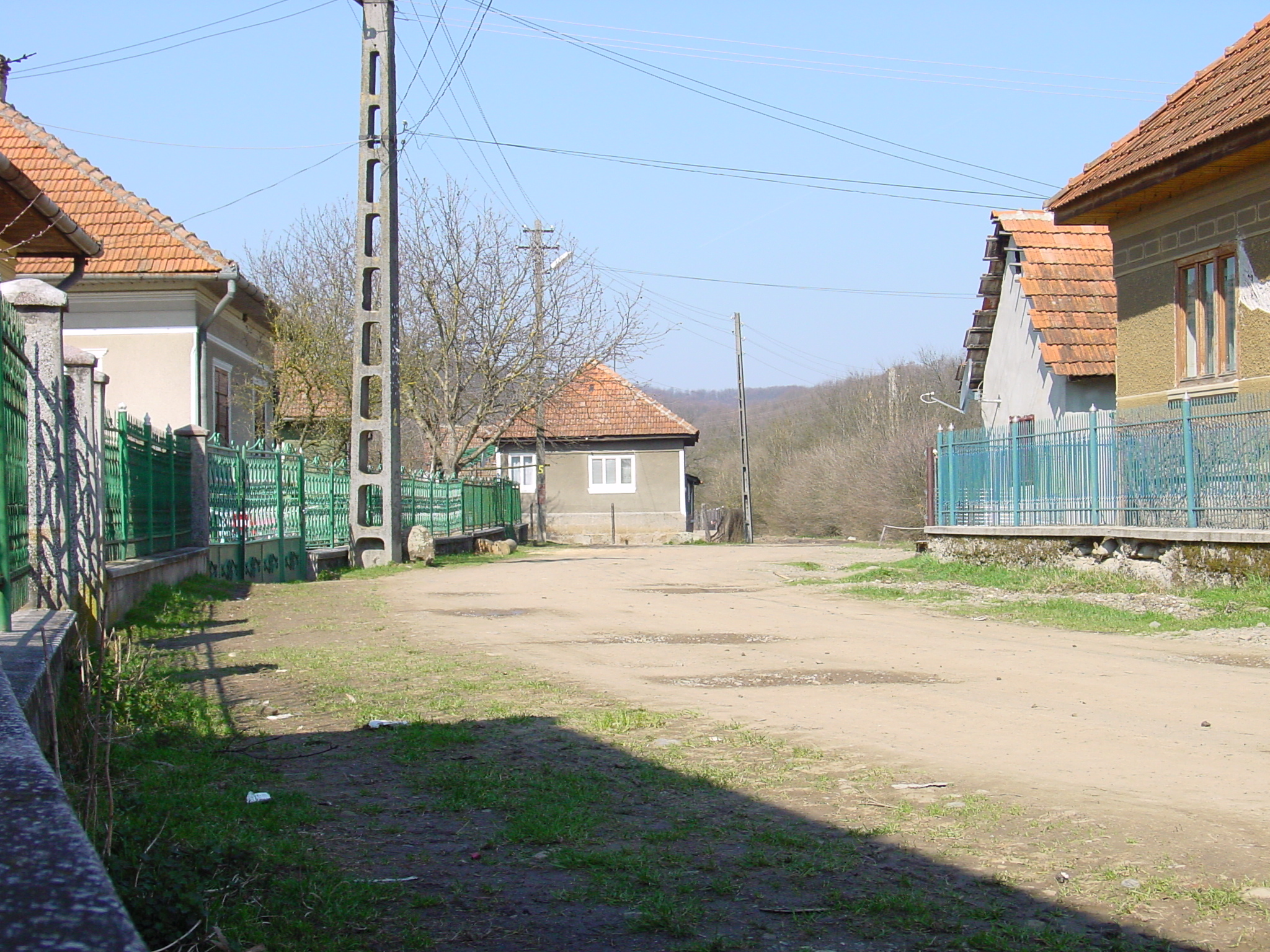
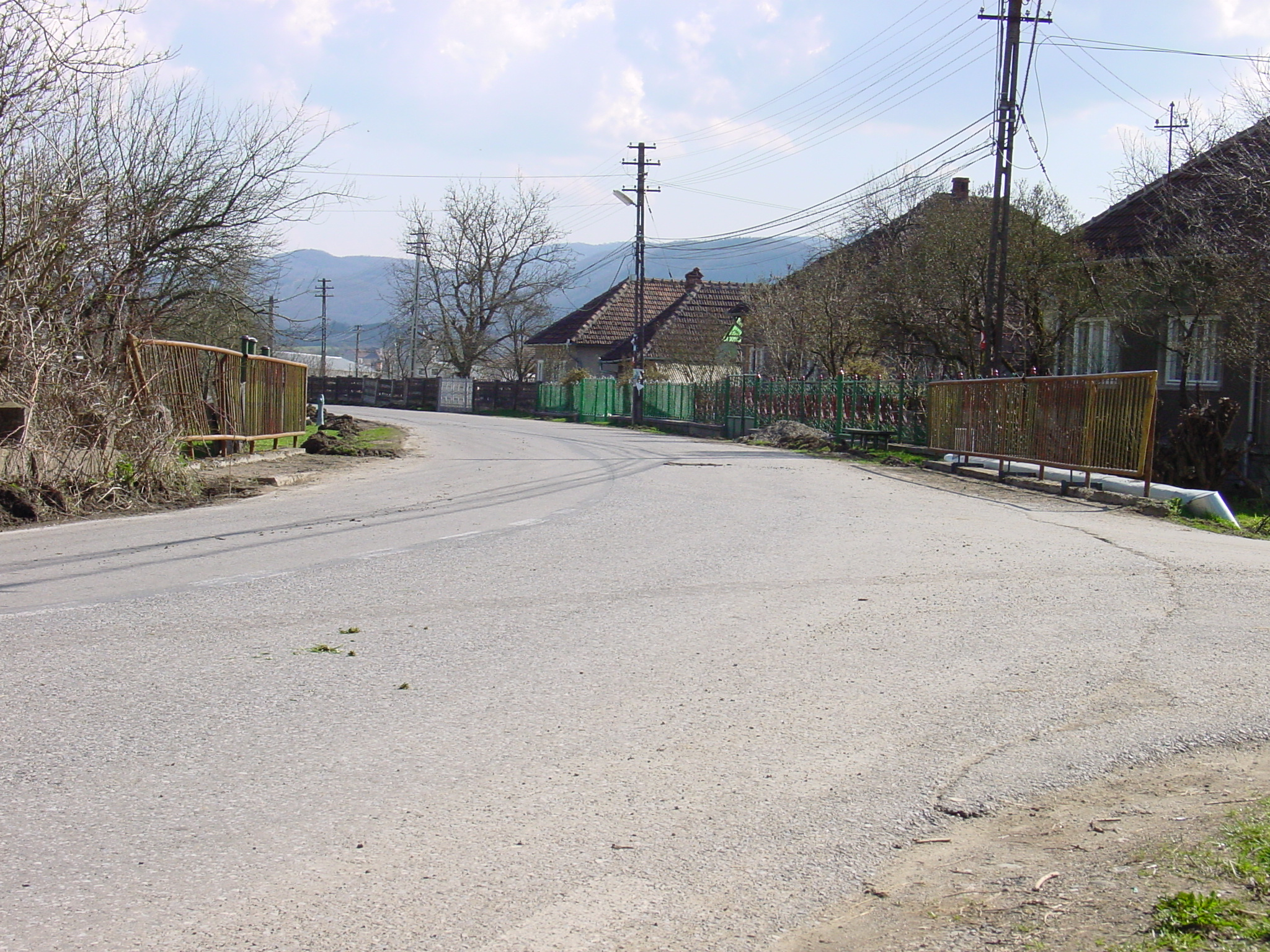